# Rhêmes-Notre-Dame
Rhêmes-Notre-Dame är en ort och kommun i regionen Aostadalen i nordvästra Italien. Kommunen hade 82 invånare (2017) och har italienska och franska som officiella språk.